# بطولة العالم لألعاب القوى 2015 – سيدات 4 × 100 متر تتابع
أقيمت بطولة العالم لألعاب القوى 2015 – 4 × 100 متر تتابع للسيدات في بطولة العالم لألعاب القوى 2015 في ملعب بكين الوطني في 29 أغسطس 2015، حقق الفريق الجامايكي الميدالية الذهبية وسجل رقماً قياسياً وطنياً جديداً، وحسنت ترينيداد وتوباغو رقمها القياسي في وقت سابق من اليوم وسجل الفريق البريطاني رقمه القياسي الوطني. في المجمل، سجلت خمسة فرق رقمها القياسي الوطني.
في التصفيات، سجلت كندا وهولندا وترينيداد وتوباغو أرقامًا قياسية وطنية للوصول إلى النهائيات، وقد فعلت ترنيداد وتوبايغو ذلك أثناء إراحة العداءة سيموي هاكيت للنهائيات. وأراحت جامايكا اثنتين، فيرونيكا كامبل براون وإلين ثومبسون، ولكن ليس نجمتهما شيلي آن فريزر برايس، من أجل جعل ست فتيات مؤهلات للحصول على ميداليات. كانت جامايكا صاحبة المركز الأول في التصفيات. أدارت الولايات المتحدة الأمريكية فريقها الأول، لضمان التأهل ولكن دون إراحة العمود الفقري أليسون فيليكس على الرغم من إدراج توري باوي وديزريا براينت وكايلين ويتني كمدخلات لهم.
في النهائيات انطلق جامايكا مبكرًا مع كامبل براون وتسليم سريع إلى ناتاشا موريسون. غادرت كسينيا ريزوفا مبكرًا جدًا ولم تقم روسيا بأي تسليم مطلقًا، في حين بدت الولايات المتحدة الأمريكية متماسكة بشكل متناسب ضد الترنح من خلال تمرين الظهر مع فيليكس. وكانت ترينيداد وتوباجو في المركز أيضًا، بينما تجاوزت دافني شيبرز الكندية كيمبرلي هياسنثي من الخارج. واصلت جامايكا بناء تقدمها مع إيلين طومسون خلال الجولة، حيث سلمت بسلاسة إلى شيلي آن فريزر برايس في المركز الأول، والتي عززت تقدمها. واحتلت الولايات المتحدة المركز الثاني بفارق واضح، وترينيداد وتوباجو في المركز الثالث، حيث كان لكل منهما فاصل كافٍ بحيث لا يتغير المركز حتى النهاية. وخلفهم، كانت هولندا متقدمة قليلاً على الفريقين البريطاني والألماني. هربت ديزيريه هنري من الآخرين وكانت تقترب من هاكيت، بينما أدى التسليم غير القانوني للفريق الهولندي إلى استبعادهم من الأهلية.

## السجلات
وكانت الأرقام القياسية قبل المسابقة كالتالي:
| السجل                                                           | البلد/الفريق                                                                           | الرقم. | المكان                 | تاريخ تسجيله   |
| --------------------------------------------------------------- | -------------------------------------------------------------------------------------- | ------ | ---------------------- | -------------- |
| الرقم القياسي العالمي                                           | الولايات المتحدة · (تيانا بارتوليتا، أليسون فيليكس، بيانكا ونايت، كارميليتا جيتر)      | 40.82  | لندن، المملكة المتحدة  | 10 أغسطس 2012  |
| الرقم القياسي للبطولة ‏                                          | جامايكا · (كاري راسيل، كيرون ستيوارت، شيلوني كالفرت، شيلي آن فريزر)                    | 41.29  | موسكو، روسيا           | 18 أغسطس 2013  |
| الرقم الرائد عالميًا (أسرع وقت في الحدث خلال الموسم)             | الولايات المتحدة · (إنجلش غاردنر، أليسون فيليكس، جينا برانديني، كايلين ويتني)          | 41.96  | فونتفيل، موناكو        | 17 يوليو 2015  |
| الرقم القياسي الأفريقي ‏                                         | نيجيريا · (بياتريس أوتوندو، فيث إيدين، كريستي أوبارا تومبسون، ماري أونيالي أوماغبيمي)  | 42.39  | برشلونة، إسبانيا       | 7 أغسطس 1992   |
| الرقم القياسي الآسيوي ‏                                          | الصين · (شياو لين، Li Yali، Liu Xiaomei ‏، Li Xuemei)                                   | 42.23  | شانغهاي، الصين         | 23 أكتوبر 1997 |
| الرقم القياسي في أمريكا الشمالية والوسطى ومنطقة البحر الكاريبي ‏ | الولايات المتحدة · (تيانا ماديسون، أليسون فيليكس، بيانكا ونايت، كارميليتا جيتر)        | 40.82  | لندن، المملكة المتحدة  | 10 أغسطس 2012  |
| الرقم القياسي في أمريكا الجنوبية ‏                               | البرازيل · (إيفيلين دوس سانتوس، آنا كلوديا ليموس، فرانسييلا كراسوكي، روزانجيلا سانتوس) | 42.29  | موسكو، روسيا           | 18 أغسطس 2013  |
| الرقم القياسي الأوروبي ‏                                         | ألمانيا الشرقية · (سيلك جلاديش مولر، سابين غونتر، إنغريد أويرسوالد لانغ، مارليس غور)   | 41.37  | كانبرا، أستراليا       | 6 أكتوبر 1985  |
| الرقم القياسي في أوقيانوسيا ‏                                    | أستراليا · (راشيل ماسي، سوزان برودريك، جودي لامبرت، ميليندا جينسفورد-تايلور)           | 42.99  | بولوكوان، جنوب أفريقيا | 18 مارس 2000   |
| تم تسجيل الأرقام القياسية التالية خلال المسابقة:                |                                                                                        |        |                        |                |
| World Leading                                                   | جامايكا · (شيرون سيمبسون، ناتاشا موريسون، كيرون ستيوارت، شيلي آن فريزر)                | 41.84  | بكين, الصين            | 29 أغسطس 2015  |
| Championship record ‏                                            | جامايكا · (فيرونيكا كامبل براون، ناتاشا موريسون، إلين ثومبسون، شيلي آن فريزر)          | 41.07  | بكين, الصين            | 29 أغسطس 2015  |
| World Leading                                                   | جامايكا · (فيرونيكا كامبل براون، ناتاشا موريسون، إلين ثومبسون، شيلي آن فريزر)          | 41.07  | بكين, الصين            | 29 أغسطس 2015  |

## النتائج

### التصفيات التمهيدية
التأهل: أول 3 من كل تصفيات (Q) بالإضافة إلى أسرع 2 مرات (q) يتأهلون إلى النهائي.
| م  | التصفيات | المسار | البلد | الرياضي                                                                     | الوقت | ملاحظات |
| -- | -------- | ------ | ----- | --------------------------------------------------------------------------- | ----- | ------- |
| 1  | 1        | 6      | JAM   | شيرون سيمبسون، ناتاشا موريسون، كيرون ستيوارت، شيلي آن فريزر                 | 41.84 | Q, WL   |
| 2  | 2        | 8      | USA   | إنجلش غاردنر، أليسون فيليكس، جينا برانديني، ياسمين تود                      | 42.00 | Q       |
| 3  | 2        | 7      | TTO   | كيلي آن بابتيست، ميشيل لي آهي، رياري توماس، كاليفا سانت فورت                | 42.24 | Q, NR   |
| 4  | 2        | 9      | NED   | نادين فيسر، دافني شيبرز، نايومي سيدني، ياميلي سامويل                        | 42.32 | Q, NR   |
| 5  | 1        | 5      | GBR   | أشا فيليب، جودي وليامز، بيانكا ويليامز، ديزيريه هينري                       | 42.48 | Q, SB   |
| 6  | 1        | 8      | CAN   | كريستال إيمانويل، Kimberly Hyacinthe، إيساتو فوفانا، خاميكا بينغهام         | 42.60 | Q, NR   |
| 7  | 2        | 6      | GER   | ريبيكا هاس، Alexandra Burghardt، جينا لوكنكيمبر، فيرينا زايلر               | 42.64 | q, SB   |
| 8  | 1        | 7      | RUS   | Marina Panteleyeva، كسينيا ريزهوفا، Yelizaveta Demirova، Ekaterina Smirnova | 43.09 | q       |
| 9  | 2        | 4      | BRA   | Bruna Farias، Franciela Krasucki، Vitória Cristina Rosa، Rosângela Santos   | 43.15 |         |
| 10 | 1        | 3      | CHN   | Liang Xiaojing، Kong Lingwei، Lin Huijun، Wei Yongli                        | 43.18 |         |
| 11 | 1        | 9      | POL   | Agata Forkasiewicz، Anna Kiełbasińska، Weronika Wedler، مارتا جاشكي ‏        | 43.20 | SB      |
| 12 | 1        | 4      | ITA   | جوليا ريفا، Irene Siragusa، آنا بونجورني، غلوريا هووبر                      | 43.22 | SB      |
| 13 | 2        | 5      | SUI   | Marisa Lavanchy، Léa Sprunger، موجينجا كامبوندجي، Sarah Atcho               | 43.38 |         |
| 14 | 2        | 2      | FRA   | Lénora Guion-Firmin، ستيلا أكاكبو، Maroussia Paré، Céline Distel-Bonnet     | 43.58 | SB      |
| 15 | 2        | 3      | UKR   | أوليسيا بوف، Nataliya Strohova، خريستينا ستوي، Nataliya Pyhyda              | 43.59 |         |
| 16 | 1        | 2      | NGR   | Gloria Asumnu، Stephanie Kalu، Deborah Oluwaseun Odeyemi، سيسيليا فرنسيس    | 43.89 |         |

### النهائي
أقيمت المباراة النهائية الساعة 20:45.
| م      | المسار | البلد | الرياضية                                                                 | الوقت | ملاحظات    |
| ------ | ------ | ----- | ------------------------------------------------------------------------ | ----- | ---------- |
| الأول  | 6      | JAM   | فيرونيكا كامبل براون، ناتاشا موريسون، إلين ثومبسون، شيلي آن فريزر        | 41.07 | CR, WL, NR |
| الثاني | 5      | USA   | إنجلش غاردنر، أليسون فيليكس، جينا برانديني، ياسمين تود                   | 41.68 | SB         |
| الثالث | 4      | TTO   | كيلي آن بابتيست، ميشيل لي آهي، رياري توماس، سيموي هاكيت                  | 42.03 | NR         |
| 4      | 7      | GBR   | أشا فيليب، دينا آشر سميث، جودي وليامز، ديزيريه هينري                     | 42.10 | NR         |
| 5      | 3      | GER   | ريبيكا هاس، Alexandra Burghardt، جينا لوكنكيمبر، فيرينا زايلر            | 42.64 | SB         |
| 6      | 9      | CAN   | كريستال إيمانويل، Kimberly Hyacinthe، إيساتو فوفانا، خاميكا بينغهام      | 43.05 |            |
|        | 2      | RUS   | Marina Panteleyeva، كسينيا ريزهوفا، Yelizaveta Demirova، Anna Kukushkina | DNF   |            |
|        | 8      | NED   | نادين فيسر، دافني شيبرز، نايومي سيدني، ياميلي سامويل                     | DQ    | R170.7     |